# Neuville Saint Denis
Neuville Saint Denis est une commune nouvelle française créée le 1er janvier 2025 dans le département d'Eure-et-Loir et la région Centre-Val de Loire. Elle résulte de la fusion des communes de Barmainville, Neuvy-en-Beauce et Rouvray-Saint-Denis.

## Histoire
La commune est créée le 1er janvier 2025 à la suite d'un arrêté préfectoral du 3 décembre 2024 par la fusion des communes de Barmainville, Neuvy-en-Beauce et Rouvray-Saint-Denis. Le chef-lieu de la commune nouvelle est fixé à la mairie de l'ancienne commune de Rouvray-Saint-Denis, les anciennes communes prenant le statut de communes déléguées.

## Politique et administration
Jusqu'aux prochaines élections municipales françaises de 2026, le conseil municipal de la commune nouvelle est constitué de l'ensemble des membres en exercice des conseils municipaux des trois communes fondatrices.

### Liste des maires
| Période | Période  | Identité           | Étiquette | Qualité |
| ------- | -------- | ------------------ | --------- | ------- |
| 2025    | En cours | Alexandre Jaquemet |           |         |

### Communes déléguées
| Nom                         | Code Insee | Intercommunalité  | Superficie (km2) | Population (dernière pop. légale) | Densité (hab./km2) |
| --------------------------- | ---------- | ----------------- | ---------------- | --------------------------------- | ------------------ |
| Rouvray-Saint-Denis (siège) | 28319      | CC Cœur de Beauce | 19,35            | 345 (2022)                        | 18                 |
| Barmainville                | 28025      | CC Cœur de Beauce | 6,38             | 94 (2022)                         | 15                 |
| Neuvy-en-Beauce             | 28276      | CC Cœur de Beauce | 15,68            | 218 (2022)                        | 14                 |

## Population et société

### Démographie
L'évolution du nombre d'habitants est connue à travers les recensements de la population effectués dans la commune depuis sa création.

En 2022, la commune comptait 657 habitants.
| 2021 | 2022 |
| ---- | ---- |
| 642  | 657  |